# Санта-Жертрудис
Санта-Жертрудис (порт. Santa Gertrudes)  —  муниципалитет в Бразилии, входит в штат Сан-Паулу. Составная часть мезорегиона Пирасикаба. Входит в экономико-статистический  микрорегион Лимейра. Население составляет 19 913 человека на 2006 год. Занимает площадь 97,694 км². Плотность населения — 203,8 чел./км².
Праздник города —  16 августа.

## История
Город основан 16 августа 1952 года. 

## Статистика
- Валовой внутренний продукт на 2003 составляет 198.949.831,00 реалов (данные: Бразильский институт географии и статистики).
- Валовой внутренний продукт на душу населения на 2003 составляет 11.006,91 реалов (данные: Бразильский институт географии и статистики).
- Индекс развития человеческого потенциала на 2000 составляет 0,782 (данные: Программа развития ООН).